# Alzahra-Universität

Emblem der Farah-Pahlavi-Universität bis 1980

Die Alzahra-Universität (persisch دانشگاه الزهرا) wurde 1964 als private „Hochschule für Mädchen“ in Teheran im Stadtteil Vanak gegründet. Sie stand ab 19. April 1975 unter der Schirmherrschaft von Schahbanu Farah Pahlavi und trug bis 1980 die offizielle Bezeichnung Farah-Pahlavi-Universität (Daneschgah-e Farah Pahlavi). Sie ist die einzige Hochschule im Iran, die ausschließlich Frauen aufnimmt.
Nach der Islamischen Revolution wurde die private Hochschule zu einer staatlichen Hochschule. Sie erhielt den Namen „Mahbubeh-Motahedin-Universität“, nach einem Mitglied der Guerillaorganisation Volksmudschahedin. Im August 1983 wurde sie in Alzahra-Universität nach der Tochter Zahra des Propheten Mohammed umbenannt.
Die Universität bietet heute 67 Studiengänge darunter sechs Promotionsstudiengänge an. Zahra Rahnaward, die Ehefrau von Mir Hossein Mussawi, war von 1998 bis 2006 Rektorin der Alzahra-Universität. Seit 2007 wird die Hochschule von Mahbubeh Mobascheri geleitet.

## Berühmte Absolventinnen
- Faezeh Haschemi, Politikerin
- Norin Motamed, Malerin
- Ava Serdschoie, Künstlerin
- Farchondeh Torabi, international bekannte Regisseurin für Animationsfilme
- Tschista Yasrebi, Schriftstellerin